# نور نورك
نور نورك (الأرمينية: Նոր Նորք) هي واحدة من 12 مقاطعة في يريفان، عاصمة أرمينيا تقع في الجزء الشرقي من المدينة. تحدها مقاطعات نورك ماراش، مقاطعة كينترون ، وكناكار زيتون من الغرب ، وأفان من الشمال ، وإريبوني من الجنوب. فيما تشكل محافظة كوتايك الحدود الشرقية للمنطقة.
ينقسم الحي بشكل غير رسمي إلى أحياء أصغر تشمل 9 بنايات في نور نورك وحي باغريفاند.
اعتبارا من عام 2011، بلغ تعداد سكان المقاطعة 126،065.

## معرض صور

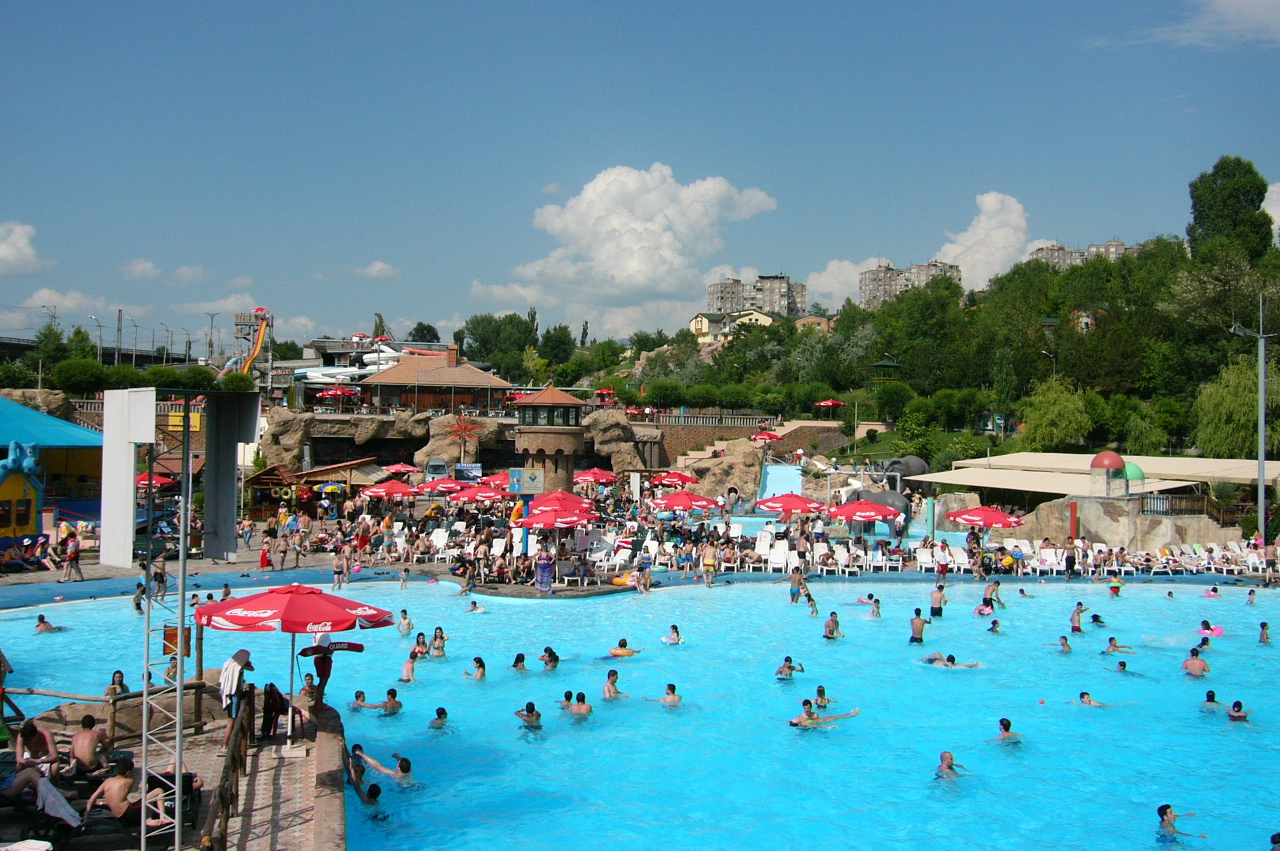
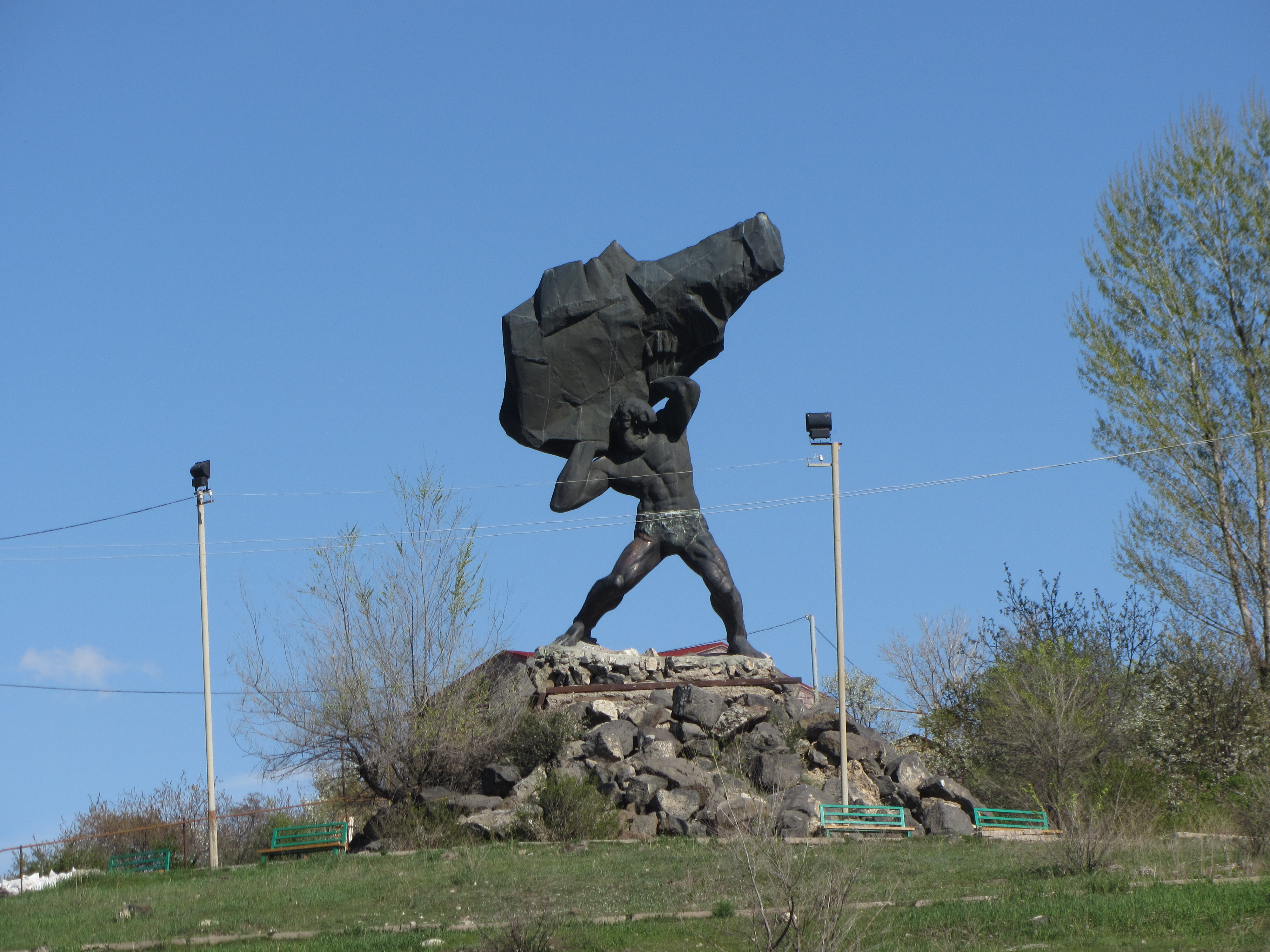
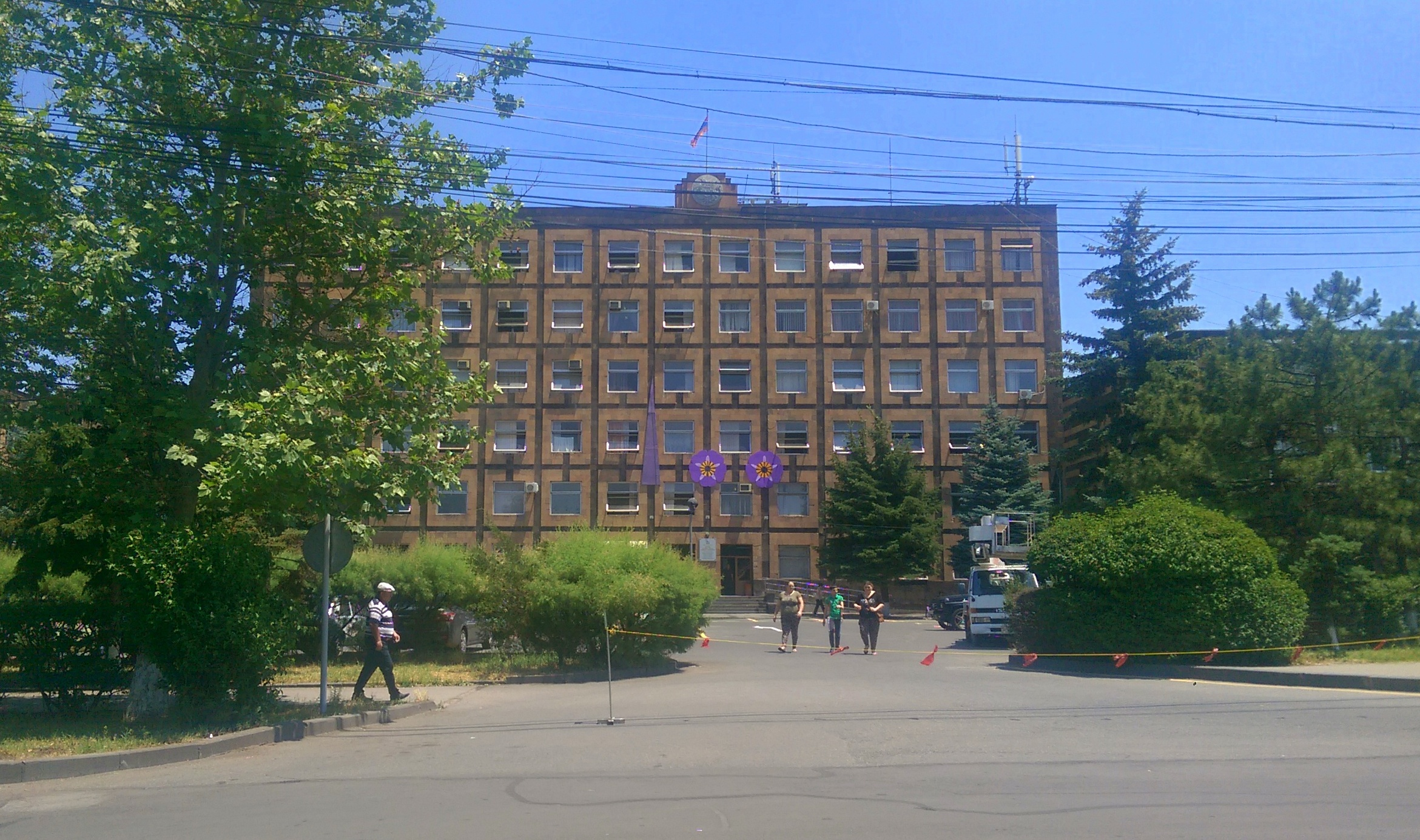
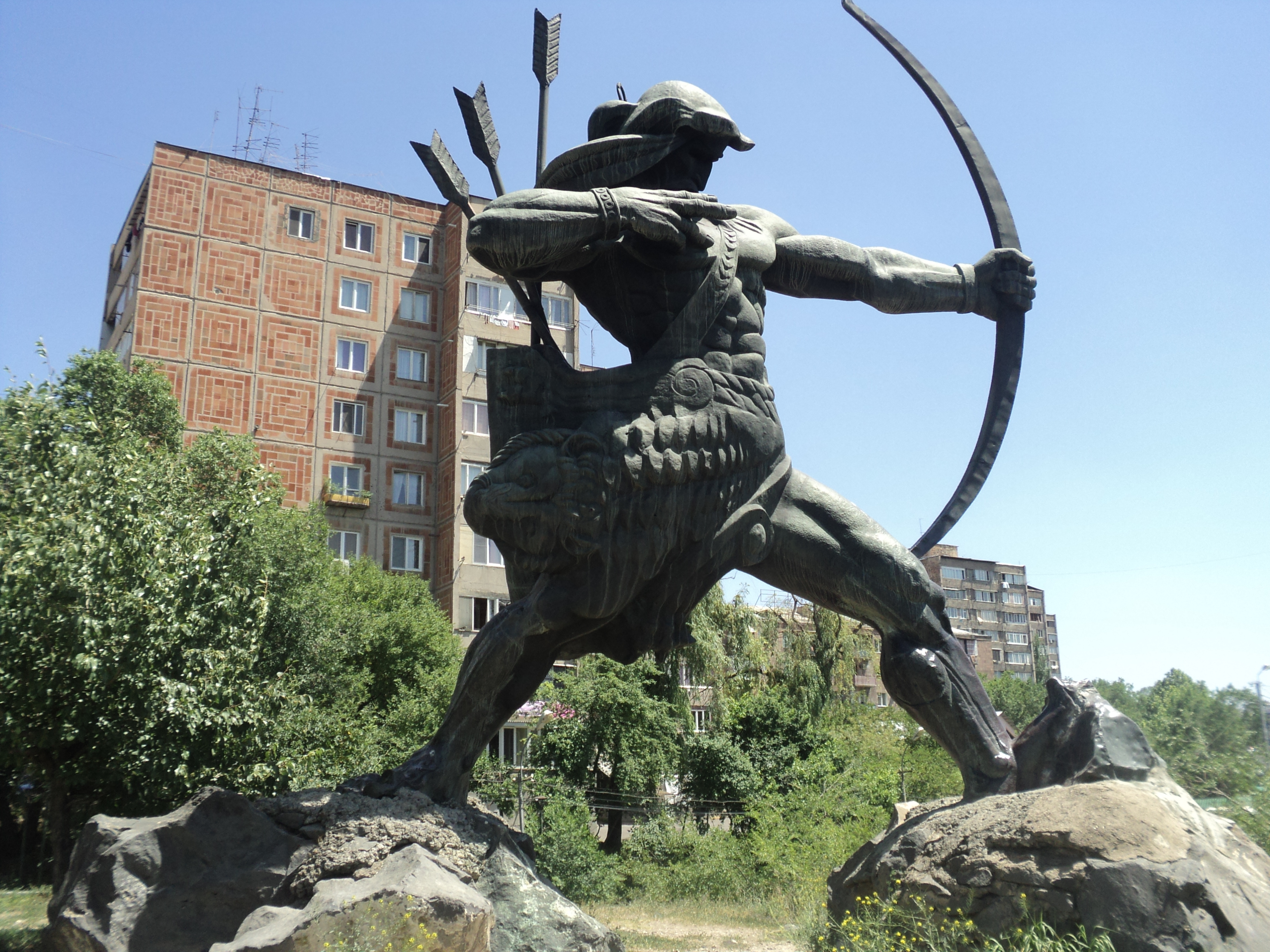
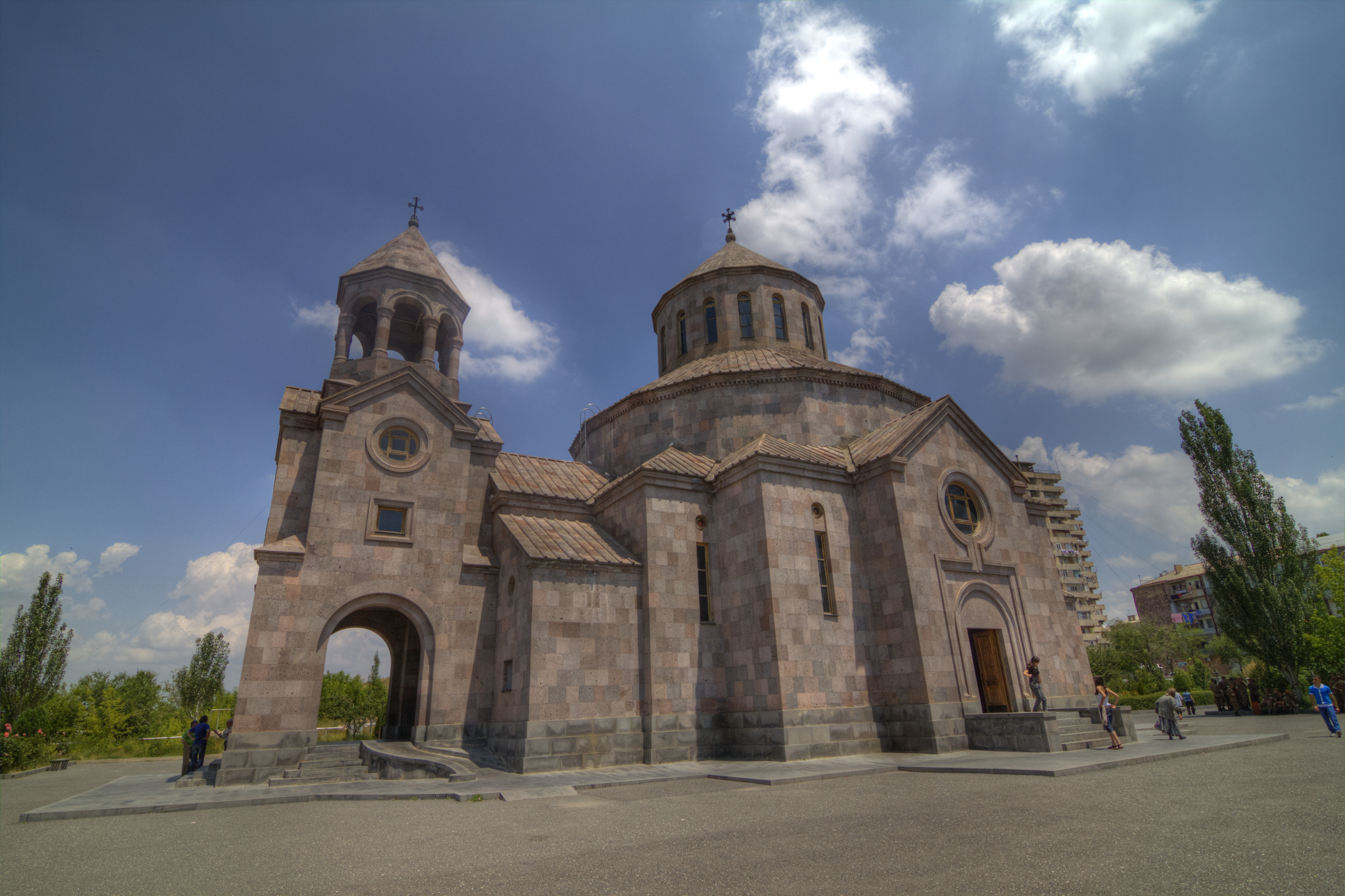